# シグネティクス
シグネティクス（Signetics Corporation）は、集積回路を製造するために設立された米国の半導体製造メーカー。 
1961年に設立され、多くの初期のマイクロプロセッサとサポート チップ、および広く使用されている555 タイマー チップを開発し続けた。
同社は 1975年にフィリップスに買収され、フィリップスセミコンダクターズ(現在のNXPセミコンダクターズ)に吸収された。

## 歴史
シグネティクスは、1961年に、フェアチャイルド セミコンダクターを去ったエンジニアのグループ (David Allison、David James、Lionel Kattner、および Mark Weissenstern) によって設立された。
当時、フェアチャイルドはディスクリート コンポーネント事業 (主にトランジスタ) に集中しており、その経営陣は集積回路（IC）を製造することで顧客を失うことを危惧していた。しかし、シグネティクスの創業者たちは、ICが電子機器の未来であると信じており (フェアチャイルドの別のスピンオフであるAmelcoのように)、IC の商品化を望んでいた。新社名はSign nal Network Electronicsからの造語である。
このベンチャーには、リーマン・ブラザーズを通じて組織されたグループによる100万ドルの資金が提供された。最初のアイデアは、特定の顧客向けに IC を設計および製造することであった。この目標を容易にするために、シグネティクスには別個の R&D ラボがなかったので、代わりに、エンジニアリングはすべて技術開発部門で行われ、マーケティングと密接に結びついていた。
シグネティクスは、最初に一連の標準DTL IC を開発し、1962年に発表した。しかし、当初の目的であった特定の顧客向け設計製品の販売に苦戦し、初期投資資金もすぐに底をついてしまったため、新たな出資者を探す必要があった。1962年11月、 コーニングガラス社はさらに170万ドルを投資し、51%の所有権を取得した。この資金により、シグネティクスは存続し、資金の多くはマーケティングおよび販売キャンペーンに投入された。
1963年、国防総省は、サイズが小さく、信頼性が高く、消費電力が少ないため、マイクロエレクトロニクスと IC への移行を開始することを決定した。その結果、軍の請負業者がこの分野を調査し始め、シグネティクスは特定の顧客向け回路製品を販売する数少ない企業の1つだったため、大きな利益を得た。 1963年の秋から 1964年のほとんどを通して、売り上げは急速に伸び、会社はついに黒字化した。シグネティクスも急速に成長し、より多くのエンジニアを雇用し、製造スペースを拡大した。
1964年、シグネティクスはカリフォルニア州サニーベールに大規模な新しい製造工場（ファブ）を開設した。この時点で、同社はシリコン バレーで群を抜いて最大の IC メーカーであった。その後、ユタ州オレムとニューメキシコ州アルバカーキにも工場を拡大し、FAB22 (4 インチ) と FAB23 (6 インチ) の 2 つのファブがあった。
1964年、フェアチャイルドは IC事業に力を入れ始めた。シグネティクス回路は市場の事実上の標準であったため、フェアチャイルドはそれらをコピーすることにした。しかし、同社はその優れた現金ポジション、マーケティング力、製造力を利用して、価格を大幅に引き下げ、市場をあふれさせることで競合他社を打ち負かした。シグネティクスは競争に苦戦し、再び損失を出し始めた。コーニングはこれを経営が貧弱である証拠と見なし、支配権を利用して創業者のほとんどを追い出し、会社を完全に支配した。シグネティクスは何とか安定し、再び利益を出せるようになったが、市場での主導権を取り戻すことはできず、フェアチャイルドにその座を明け渡した。同社のエンジニアはIC技術の革新を続け、重要な存在であり続けた。1971年頃、シグネティクスは革新的な555 timer ICを発表し、これを「ICタイムマシン」と呼んだ。当時、市販のICタイマーとしては最初で唯一の低価格なもので、すぐにベストセラーとなった。シグネティクスは、アナログ・エレクトロニクスと急成長中のデジタル・エレクトロニクス アプリケーションの両方に対応する革新的なICを開発したことで知られている。
1975年、会社はフィリップスに買収され、フィリップスは数年間ブランドを継続した。米国では1980年頃に、シグネティクスの生産は頂点に達した。その後、フィリップスセミコンダクターズ(現在のNXPセミコンダクターズ)に完全に統合された。
1995年、フィリップスは、1966年にシグネティクスによって開始された韓国での組立およびテスト オペレーションを、独立した下請けサービス プロバイダーとして切り離し独立させた。彼らは「シグネティクス」という名前を使い続けている。 2000年以来、シグネティクスブランドは主にYoung Poong Groupによって使用されている。

## よく知られた製品
シグネティクスは、大量生産された電子機器で広く使用されている事実上の標準製品となった多くの革新的なアナログおよびデジタル集積回路を導入した。シグネティクスによって公開され、自由に配布されたアプリケーション ノートは、IC の有用性とシンプルさについて学生や実践的なエンジニアを教育する上で重要な役割を果たした。一部のデザインは象徴的なままで、今日でも基本的なエレクトロニクス ラボの演習で使用されている。
- シグネティクス555 タイマー ICは、おそらく最も有名な新製品であった。今日でも広く製造され、元のバージョンと更新されたバージョンが使用されており、基本的な設計は多くの単純な電子タイマー、発振器、およびその他の基本的な電子システムに見られる。
- シグネティクスNE565 は、強力なフェーズロック ループ技術を IC に実装した先駆的な製品であり、電圧制御発振器(VCO) NE566 と共に、デジタル通信の進歩に貢献した。
- シグネティクス2650 は、1970年代初頭に導入された8 ビットマイクロプロセッサで、いくつかのビデオ ゲームやゲーム システム (たとえばArcadia 2001 ) で使用された[3]。
- シグネティクス8X300 は、Scientific Micro Systemsによって開発されたバイポーラマイクロプロセッサであったが、1976年からシグネティクスによって製造された。限られた命令セットとその高速性から、主にコントローラ チップとして使用された。
- シグネティクス2513[4][5]は、TV タイプライター[6] Apple IおよびApple IIの初期バージョン、ならびにAtariの初期のアーケード ゲームで使用された文字生成チップであった。
- シグネティクス82S100 FPLA (フィールド プログラマブル ロジック アレイ) は、商業的に成功した最初のユーザープログラマブル ロジック デバイスであり、最新のFPGAの先駆けである[7][8]。
- NE5532 は広く使用されているオーディオオペアンプである。現在一般的であり、他の多くのメーカーによって製造されている。1993年のある記事によると、NE5532 は「他の製品と比較される標準的なオーディオ オペアンプ」であった[9]。
- NE5517 はオペレーショナル・トランスコンダクタンス・アンプで、現在も NXP Semiconductorsによって製造されており、他のメーカーでも製造されている。これは、多くの教科書で典型的な OTAの例として示されている[10][11]。

## 参照
- 書き込み専用メモリ (冗談)